# 段元妃
段元妃（4世纪360年前—396年），姓段，字元妃。后燕开国皇帝成武帝慕容垂的皇后，又稱後段后。她是段仪的女儿，追尊成昭皇后的段王妃（太子慕容宝之母）跟第二位段王妃（成昭皇后之妹）的侄女，因此她和慕容宝是表兄妹的关系。
慕容垂纳段元妃为继室在慕容垂称燕王（384年）时，当时慕容垂60岁，段元妃只有20多岁。慕容垂的弟弟慕容德也娶段元妃的妹妹段季妃为继室。慕容垂称帝，封段元妃为夫人。建興三年（388年）四月丁亥，慕容垂册封段元妃为皇后，对她十分宠幸。段元妃给慕容垂生了两个儿子渤海王慕容朗和博陵王慕容鑒。
段元妃聪明有决断，她看到慕容垂的皇太子慕容宝缺乏能力，建议慕容垂另立有才能的皇子为皇太子，像辽西王慕容農和高阳王慕容隆，又建议慕容垂将他奸诈的儿子赵王慕容麟处死，但慕容垂拒绝，并怒骂段元妃心怀叵测。段元妃向妹妹段季妃诉苦，并表示将来后燕能指望的人是慕容德。消息走漏，从此段元妃与慕容宝、慕容麟结下深仇。
建興十一年（396年）四月初十，慕容垂去世，五月廿三，慕容宝派慕容麟逼段元妃自杀，扬言段皇后如果不死，慕容宝就将诛杀段氏家族。段元妃怒骂慕容宝逼杀继母，肯定也不能保守社稷，然后自杀。
开始，慕容宝拒绝以皇后之礼安葬段元妃，但在大臣眭邃的建议下，慕容宝让步，以皇后之礼安葬段元妃。谥号成哀皇后。

## 延伸阅读
[在维基数据编辑]
 《晉書·卷096》，出自房玄齡《晉書》